# Бретонсел
Бретонсел (фр. Bretoncelles) насеље је и општина у северној Француској у региону Доња Нормандија, у департману Орн која припада префектури Мортањ о Перш.
По подацима из 2011. године у општини је живело 1453 становника, а густина насељености је износила 36,14 становника/km². Општина се простире на површини од 40,21 km². Налази се на средњој надморској висини од 155 метара (максималној 266 m, а минималној 120 m).

## Демографија
| 1962. | 1968. | 1975. | 1982. | 1990. | 1999. | 2011. |
| ----- | ----- | ----- | ----- | ----- | ----- | ----- |
| 1.112 | 1.215 | 1.285 | 1.270 | 1.221 | 1.343 | 1.453 |

График промене броја становника у току последњих година